# Culte de la personnalité de Maurice Thorez

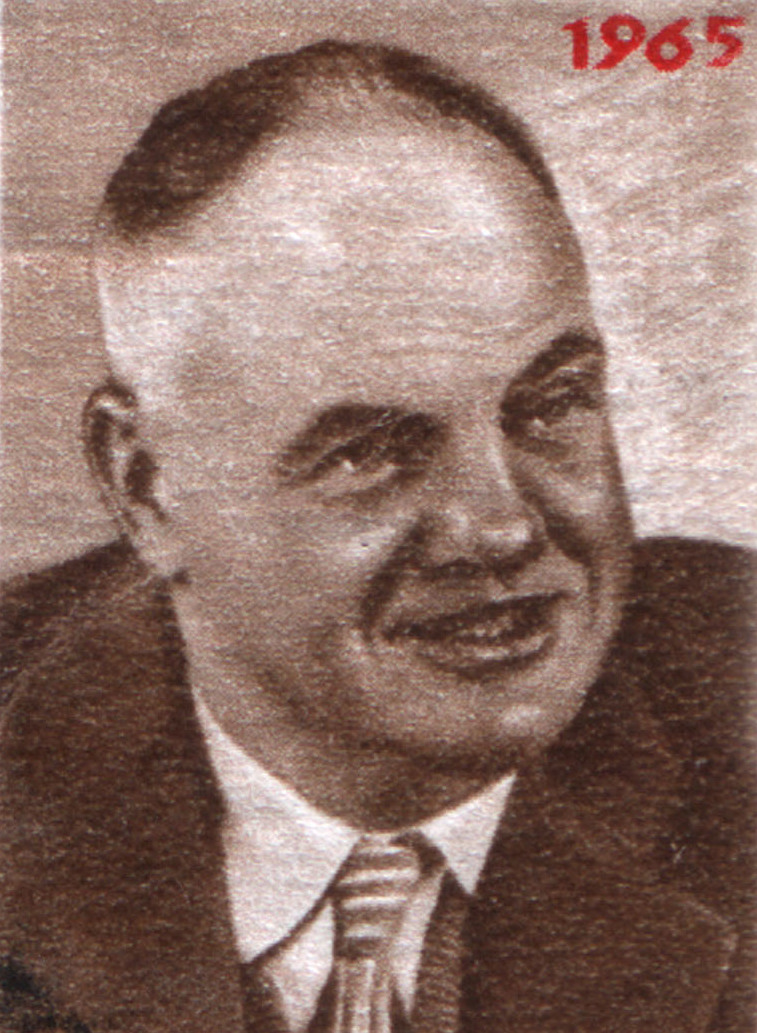
Un timbre soviétique de 1965 à l'effigie de Maurice Thorez.

Le culte de la personnalité de Maurice Thorez, transmis par la propagande, les articles de journaux, œuvres d'art et affiches à sa gloire, est une méthode de culte de la personnalité[Quoi ?] pour élever le statut du secrétaire général du Parti communiste français Maurice Thorez à celui d'un leader héroïque infaillible, également présente dans les pays du bloc de l'Est, et qui « prend des proportions particulièrement importantes lors de la célébration de son cinquantième anniversaire » en avril 1950.
Tout comme le culte de la personnalité de Mao Zedong à partir de la Longue Marche (1935-1936), il est une imitation contemporaine du culte de Joseph Staline. Thorez dirigea le PCF, « de manière de plus en plus personnelle, laissant se développer un culte de la personnalité à son égard et à celui de Staline », les historiens parlant de « culte de la personnalité de Maurice Thorez ». 
Après la Seconde Guerre mondiale, André Marty jouissait lui aussi de ce que l'historien Rémi Skoutelsky considère comme un « véritable culte », en tant qu'ex-mutin de la mer Noire et dirigeant des Brigades internationales. Puis après la Seconde Guerre mondiale, le « culte du leader » profite de « l'avancée mondiale du communisme » et prospére dans « les États satellites de l’Est comme dans le mouvement communiste international », amenant les mouvements constitués autour de la figure du leader à se modeler comme « un univers clos de relations sociales définies par le leader lui-même », dans une « phase d’introversion et de sectarisme extrêmes ». En France, ce culte du leader est célébré par la centaine de journaux du PCF réunis dans l'Union française de l'information.
Non seulement les 70 ans de Staline suscitèrent tributs et offrandes à « une échelle internationale sans précédent », mais ils furent suivis de « commémorations à moindre échelle des secrétaires du Parti en France, en Italie, en Grande-Bretagne et dans les nouvelles démocraties populaires ». En France, où « les normes staliniennes furent adoptées comme nulle part ailleurs par un parti communiste d’opposition », selon Kevin Morgan, politologue et professeur d'histoire contemporaine à l'université de Manchester « les liens entre le culte de Staline et celui du Staline de substitution qu’était Maurice Thorez ont été étudiés en profondeur » par les historiens, ,,. Les purges les plus brutales des années 1950 sont aussi une spécificité française parmi les PC d'Europe de l'Ouest et il « n’y a jamais eu de « procès de Moscou » à Londres, comme cela semble s’être fait à Paris, ni aucune grande épuration sur le modèle de l’affaire Barbé-Célor en France ».

## Historique

### Origine
La fonction de secrétaire général n’existait pas au PCF avant 1924. Sa création à la demande du Parti communiste de l'Union soviétique a ensuite permis à Thorez de « la façonner à son image » durant les « 34 années pendant lesquelles il l’a occupée ». Le virage en URSS a lieu à la mort de Lénine en 1924, lorsque Staline « s’emploie à écarter ses anciens rivaux, en premier lieu Trotski », resté « pourtant très populaire en Europe et notamment parmi les communistes français ». Dans la foulée, l'Internationale communiste (IC) « envoie clandestinement à Paris ses émissaires », Dmitri Manouïlski et Abraham Gouralski, chargés de mettre en place au sein du PCF un « appareil bureaucratique » qui « enserre la formation » par « le centralisme démocratique », Gouralski devenant de fait « le vrai patron du PCF », jusqu’à son arrestation par la police en 1925, chargé d'y installer un culte de la personnalité. Le 24 décembre 1929, L'Humanité célèbre en première page le cinquantième anniversaire de Staline mais fin octobre 1930 à Moscou, la commission politique du Komintern estime que « ce qui manque au PCF », c’est une capacité de direction politique.

### Le rôle du tchèque Eugen Fried

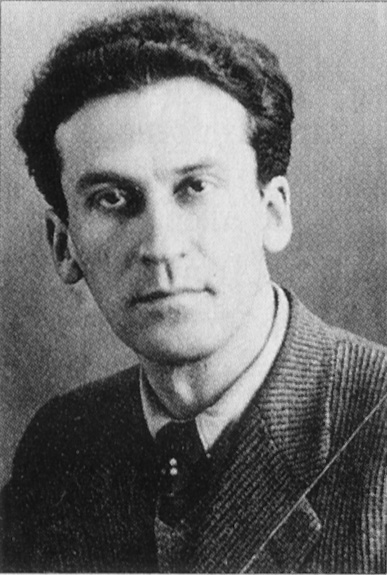
Eugen Fried dans les années 1930.

L'IC dépêche alors au début 1931 à Paris le tchèque Eugen Fried, un des membres du secrétariat particulier de Staline, pour en faire le « conseiller » de Maurice Thorez, installer solidement ce dernier à la tête du PCF via le culte de la personnalité, et opérer un « grand ménage » en excluant les derniers opposants à la stalinisation. Eugen Fried avait déjà dirigé le 2e congrès du Parti communiste hongrois tenu près de Moscou en février 1930. Désigné pour cette mission le 30 novembre 1930, représentant de l’IC auprès des PC allemand, belge et français, il vint à Paris en compagnie de la dirigeante roumaine Ana Pauker. Fin août, au premier comité central du PCF furent actées les décisions prises par l’IC, avec Maurice Thorez, Jacques Duclos, Benoît Frachon et Marcel Gitton comme nouvelle direction.
Dès lors, le PCF est entièrement aux mains de Maurice Thorez, ou plutôt d'Eugen Fried, « l’œil de Staline », selon l'historien spécialiste du PCF Stéphane Courtois. Eugen Fried met en place une « section des cadres »,  dirigée successivement par Duclos, Vassart et Tréand, qui gère un système de « questionnaire inquisitorial » obligeant tout candidat à un poste de responsabilité à livrer « les moindres éléments de son passé », sous la forme d'un « pacte d’engagement, un acte d’allégeance quasi personnel à Staline et à l’URSS ». Fried présida au choix de tous les cadres appelés à certaines responsabilités.
Comme pour « son maître Staline, l'appareil et les hommes d'appareil, soigneusement triés et qui lui sont totalement inféodés, deviennent pour Thorez la donnée fondamentale ».

### Front populaire
En février 1934, Thorez quitte sa femme pour vivre avec Jeannette Vermeersch. Eugen Fried cohabite alors rapidement avec celle-ci pour élever son fils, qui porte le même prénom que son père (« Maurice Thorez » junior), avec Maria, née le 22 décembre 1932 de son union avec Ana Pauker.[pas clair]
Parallèlement et progressivement, l'action de Maurice Thorez au cours des années 1930 pour faire participer le PCF au Front populaire le transforme en « un homme politique d’envergure » et « marque le début du culte de la personnalité dont il est l’objet durant toute sa vie », même si « une attaque survenue brutalement en 1950 » le prive pour plusieurs années de présence en France, entre 1950 et 1953. Jusqu'en 1934, Maurice Thorez « pilonnait sans relâche les socialistes, appliquant à la lettre la ligne définie par Staline » mais il change ensuite radicalement de ligne. Entre-temps, la France et l’URSS ont « en grand secret » négocié un « accord d’assistance mutuelle contre l’Allemagne nazie » qui ne sera officiellement signé que début mai 1935. Convoqué à Moscou en mai 1934 par le secrétaire général de l’IC Georges Dimitrov, il apprend la nouvelle stratégie de Staline, puis revient à Paris préparer l'alliance du 27 juillet 1934 avec la SFIO et multiplier les déclarations fracassantes : « Nous ne voulons pas que le fascisme passe en France… Nous voulons l’unité d’action… », le PCF couvrant la France d’affiches proclamant « Staline a raison » dans sa lutte contre le fascisme.

### L'autobiographie et le film de 1937
Pour renforcer le culte de la personnalité sur le mode réclamé par Staline, Maurice Thorez publie une autobiographie à sa propre gloire, en 1937, intitulée Fils du peuple, qui propose une histoire officielle du PCF. Maurice Thorez en offre un à Staline avec la dédicace : « Au camarade Staline, le constructeur génial du socialisme, le chef aimé des travailleurs du monde entier, le guide des peuples, le Maître et l'ami, qui me fit, un jour heureux entre tous, le grand honneur de me recevoir, en témoignage de ma fidélité absolue et de mon amour filial. ». 
Selon le politologue Bernard Pudal, cette autobiographie elle-même cède au culte de la personnalité, mais « sous les dehors d’un refus du culte de la personnalité », plus conforme aux traditions républicaines anciennes en France, car Thorez « s’y présente comme le produit d’une histoire dans laquelle il est immergé – celle de la classe ouvrière, plus généralement, celle du peuple français » avec un culte du Parti, « seul véritable héros de cette histoire ». Le procédé recourt, selon la sémiologue Marie-Françoise Chanfraul-Duchet, au « je » de l’enfant, qui n’est pas un « je habité », ce qui n'est pas non plus le cas du « je adulte » de Thorez dans Fils du peuple, qui « est très vite sublimé » dans un « nous » partisan et Thorez semble ainsi y « renoncer à toute trace d’histoire personnelle ou à tout trait de caractère qui puisse le différencier du parti », consacrant par exemple seulement 32 pages à ses vingt premières années.
Durant des années, ce sera le seul exemple de biographie édifiante produite en France.
Cependant, deux ans avant Fils du peuple, l’année de son décès à Moscou, le 30 août, un autre communiste, Henri Barbusse, a publié chez Flammarion en 1935 une hagiographie de Staline, qui a recouru à un procédé proche, « dans le contexte d’installation du culte de Staline ».
La diffusion de Fils du peuple est célébrée par L'Humanité et bénéficie d'une vaste campagne publicitaire, dont le coût représente entre un tiers et la moitié des dépenses publicitaires annuelles des Éditions sociales. Des encarts sont publiés dans la presse non communiste, et Jean Renoir, parrain du premier fils du couple Thorez, est sollicité pour réaliser un film de promotion, avec Maurice Thorez et Jeannette Vermeersch filmés à leur domicile. 
Nouveau virage à 180 degrés de Staline le 23 août 1939 avec le pacte germano-soviétique dont le secrétaire général du PCF ignore tout, qu'il découvre début septembre par un Français, le secrétaire général de l'IC Raymond Guyot. Mobilisé en septembre 1939, Thorez est sommé de déserter par Staline et exfiltré à Moscou.

### Après-guerre
Après la Seconde Guerre mondiale, ses « qualités d’homme d’État » sont soulignées par Vincent Auriol comme par le général de Gaulle, car il participe plusieurs fois au gouvernement, à partir 21 novembre 1945, quand il y fait pour la première fois son entrée, ce qui n'avait pas été le cas lors du Front populaire, où le PCF n'était pas représenté au gouvernement.
Après la guerre, il y est représenté comme ministre d’État et vice-président du Conseil, notamment au moment de la bataille de la production (1944-1947), nécessaire pour opérer en 1945 la reconstruction de la France, dans laquelle il a joué un rôle important. Quelques jours après les élections législatives de novembre 1946 qui voient le PCF obtenir 28,6 % des voix, il manque de peu d'être élu président du Conseil.

### Thorez professeur d'énergie

#### Maurice Thorez et la France, de Louis Aragon
Maurice Thorez et la France est un poème écrit par Louis Aragon fin 1945, juste avant que son recueil de 1946 L'Homme communiste, glorifie la façon dont la bataille du charbon est conçue et mise en avant par Maurice Thorez. Le texte clame avec une « assurance euphorique » que « sa présence à notre tête, c'est la certitude qu'il ne peut y avoir de Munich de la production ». Louis Aragon est depuis les années 1930 un ami personnel très proche de Thorez.
Peu après, des poèmes écrits par le journaliste lillois André Stil, 25 ans, saluant les discours de Maurice Thorez vantant la Bataille du charbon paraissent dans la revue Europe de février 1946 et André Stil sera nommé, quatre ans après seulement, rédacteur en chef de L'Humanité.
Dans L'Homme communiste, le chapitre « Maurice Thorez et la France », cœur d'une série de portraits biographiques de héros communistes, a permis à Louis Aragon de désigner Maurice Thorez comme « un professeur d’énergie », un professeur dont le peuple avait suivi, en se lançant dans la bataille de la production, la « leçon d’énergie nationale ». 
L'expression s'inspire d'un précédent, le Roman de l'Énergie nationale, une œuvre politique où Maurice Barrès évoque des épisodes alors très récents de l'histoire nationale, décliné en trois volumes successifs : Les Déracinés (1897), L'Appel au soldat (1900) et Leurs figures (1902). Figure de proue du nationalisme français, Maurice Barrès fut d'abord jusqu'en 1905 un écrivain engagé et antisémite puis évolua. Il s'agit pour la première fois de « faire fructifier le capital symbolique de héros morts mais aussi, tâche plus malaisée, de parvenir à introniser au panthéon de la croyance quelques héros vivants », comme Maurice Thorez, pour rendre hommage à celui qui « revalorisateur éprouvé de toutes les valeurs françaises, revalorisera la France », nouvel usage de la formule barrésienne de « professeur d’énergie ». L'après Seconde Guerre mondiale voit ainsi Louis Aragon « apporter sa contribution, non sans ambivalence, à la littérature biographique édifiante de parti », d'autant que les équilibres de cette Bataille du charbon sont alors contestés par le leader régional de la CGT et du PCF, Auguste Lecoeur, ancien héros de la Résistance, tantôt perçu comme un possible dauphin de Maurice Thorez, tantôt comme son rival. La tâche n'est pas facile car la stratégie ne fait pas l'unanimité : début 1947, un secrétaire de section parisien lance une discussion qui dure des heures en demandant : « Pourquoi Thorez et les autres restent-ils membres d'un gouvernement qui fait une guerre coloniale en Indochine ? Pourquoi sont-ils complices d'un massacre ? ».
Sur le même thème, l'écrivain communiste Jean Fréville saluera ensuite, en mai 1949, lors de la parution du premier Tome du roman Les Communistes « un roman de l’énergie nationale ». Dans un article de L'Humanité de février 1952 rendant compte de sa visite à Thorez en URSS, où il était soigné, Aragon utilisera à son tour lui-même l’expression « ce que Barrès jadis appelait un professeur d’énergie nationale ».

### Un cinquantième anniversaire grandiose en 1950
Le culte de la personnalité domine, selon les historiens, quand Thorez est célébré pour ses 50 ans en avril 1950, en symbiose avec un XIIe congrès du PCF, qui voit une vingtaine d'ex-résistants évincés de sa direction, et sur fond d'anniversaire grandiose, quelques mois plus tôt, des 70 ans de Staline, le modèle de Thorez, en octobre 1949. Selon l'historien du PCF Philippe Robrieux, « il y a un rite et une étiquette du culte, puisque dans la presse, dans les meetings ou dans les congrès, tout est toujours mesuré proportionnellement à la place attribuée à chacun par le maître de l’URSS et de l’Internationale. Le concert d’éloges qui monte vers Staline et […] dans des proportions hiérarchisées, et donc plus modestes, vers Thorez, n’a donc rien de fortuit ni de spontané ». Pour préparer les deux événements bien à l'avance, les militants doivent rivaliser d'imagination, notamment dans le choix des cadeaux. Le livre Fils du peuple est réédité en octobre 1949, à la date du 70e anniversaire de la naissance de Staline et préparé par une « Bataille du livre » lancée quelques mois avant par Louis Aragon sur une idée d'Elsa Triolet. 
Dans un premier temps, 76 900 exemplaires sont vendus en trois semaines, exploit célébré par la presse du parti, sa vente constituant une des principales activités du PCF, puis 120 000 exemplaires, chiffre considérable pour l'époque
Le livre se veut un manuel de base pour les militants, et promu comme tel, accompagné d’un « guide sur la bonne manière de lire Fils du peuple », le tout étant promu via une campagne d'envergure encore bien plus importante que celle de 1937 : déplacements, signatures, campagne de presse, intervention à la radio, avec des milliers de réunions, expositions, affiches, discours, chansons, poèmes et peintures vantant la suprématie de Maurice Thorez sur sa formation. La diffusion a atteint 450 000 exemplaires au printemps 1950, soit 300 000 de plus qu’en 1937-1938, une diffusion triplée, le nombre d'adhérents du PCF ayant fortement progressé depuis la Seconde Guerre mondiale.
Le 23 octobre 1949, à Marseille et à Toulon, Thorez aurait respectivement dédicacé 5 049 et 2 137 exemplaires de Fils du peuple, selon L'Humanité du 24 octobre 1949 et images enregistrées par Daniel Debusscher, chauffeur de Maurice Thorez. Deux mois après, l'autobiographie de Maurice Thorez, les Éditions sociales ont publié un autre livre, en décembre 1949, de Roger Collewaert sur la grève des mineurs de mai-juin 1941, tentant d'accréditer[Quoi ?] dès les premières pages du premier chapitre, propos qui sera réitéré en 1966 par un livre d'Auguste Copin.
Ces différents livres accréditent la thèse d'une grève menée à l'Appel du 10 juillet 1940, signé Thorez-Duclos, dont le contenu a été tronqué et modifié pour accréditer la thèse d'un PCF combattant les nazis dès 1940 et dissimuler le pacte germano-soviétique. Le cinquantième anniversaire de Maurice Thorez est ainsi fêté à la fosse 7 de la compagnie des mines de Dourges, dite du « Dahomey » pour accréditer l'idée que la grève aurait été initiée par Thorez juste avant un déjeuner dans son village natal de Noyelles-Godault avec sa mère Clémence et trois animateurs de la grève des mineurs de mai-juin 1941, qui ont échappé à l'éviction d'ex-résistants lors du XIIe congrès du PCF, le Pas-de-Calais en sortant au contraire renforcé à sa direction.
Du 22 avril au 4 mai 1950, de nombreuses cellules et sections visitent une exposition ouverte tous les jours à la mairie d'Ivry, avec les milliers de cadeaux offerts à Thorez pour ses 50 ans, célébrés dans la presse communiste tandis que des images célèbrent le « culte du chef » en enregistrant différents moments de sa vie publique et personnelle,.
Ce culte de la personnalité contribua, selon le biographe de Thorez Claude Pennetier, à « sa répugnance du travail collectif et à une certaine rigidité de ses positions théoriques dans les années cinquante » mais d'autres historiens mettent plus en avant la concentration du pouvoir par son entourage très restreint, qui le craignait et le révérait. Selon une thèse dirigée par Olivier Ihl, politologue français spécialiste de la sociologie historique du politique, le « centralisme démocratique stalino-thorézien » a tourné dans la France des années 1950 sur un « centre vital organique » réunissant « quelques membres historiques » du Bureau politique du PCF, « le plus souvent choisis par Maurice Thorez, véritable « roi rouge » régnant sur un univers régi par une étiquette » digne du « protocole des rois de France ». Selon ses biographes anglais de 2018 John Bulaitis et Kevin Morgan, le pouvoir découlant de Moscou renvoie cependant ce culte de la personnalité à une forme de médiocrité. Même ses plus fidèles laudateurs, comme l'écrivain  Pierre Daix, parlent cependant de « monarchie thorézienne ». Ce culte de la personnalité permettait de légitimer « un fossé infranchissable entre le groupe restreint des dirigeants et la masse » des militants, placés « dans une ignorance systématique des décisions ».

### Un retour d'URSS savamment reporté
Le retour d'URSS de Thorez, initialement prévu pour novembre 1952 est finalement savamment[pourquoi ?] reporté, selon son biographe anglais[Lequel ?]. Ce report lui permet de n'arriver en France qu'une fois menée à son terme l'éviction d'André Marty et Charles Tillon, deux célèbres ex-résistants de la direction du PCF tandis que celle d'un troisième, Auguste Lecœur, est déjà décidée, selon les mémoires de Pierre Daix.

### Spécificités et contraintes françaises
Selon les historiens[réf. nécessaire], en particulier les recherches[Lesquelles ?] de Stéphane Courtois, le culte de la personnalité à la soviétique est inséparable de l'ascension et la politique de Thorez alors qu'il n'avait pas encore trente ans, mais devra par la suite composer avec les spécificités et contraintes françaises, en une version globalement plus compatible avec les traditions républicaines de l'hexagone.

### Craintes et dérapages lors de la déstalinisation
Maurice Thorez et sa femme furent les principaux freins et opposants à la politique de déstalinisation voulue à la mort de Staline par son successeur.
Au cours de l'été 1953 puis en février 1956, au cours du XXe congrès du Parti communiste de l'Union soviétique, le nouveau secrétaire général du PCUS Nikita Khrouchtchev dénonce les erreurs de Staline et plus particulièrement le culte de la personnalité. « Perturbé par le rapport Khrouchtchev » publié à cette occasion, Thorez « s’emploie à retarder le plus possible sa communication aux militants français » et réussit, en partie grâce à l'indignation suscitée par les assauts contre le siège du quotidien du PCF L'Humanité au second semestre, à « franchir cette étape pourtant très délicate, qui voit le départ de nombreux militants » communistes français. Cette phase de déstalinisation devient plus nette cinq ans plus tard, en novembre 1961 quand Maurice Thorez fait les gros titres des journaux par sa décision de condamner nettement les « crimes » de Staline, dans un discours prononcé à la Mutualité le 7 novembre puis dans un autre quelques jours après lors d'une conférence consacrée au travail des militants dans les entreprises, à quelques jours de la réunion du comité central du PCF. Jusque-là, il n'avait jamais utilisé le mot de crimes. À partir de cette époque, il « ne cherche pas à dissimuler, fût-ce en les minimisant, les réactions qu'ont suscitées au sein du parti les mesures de déstalinisation, et singulièrement la décision prise de débaptiser Stalingrad », écrit alors Le Monde. Le journal observe que Thorez « condamne » le culte de la personnalité, et fermement, « mais n'entend pas pour autant que soient remises en cause ses vertus de guide éclairé » du PCF.

### Culte de la personnalité de Maurice Thorez à l'étranger

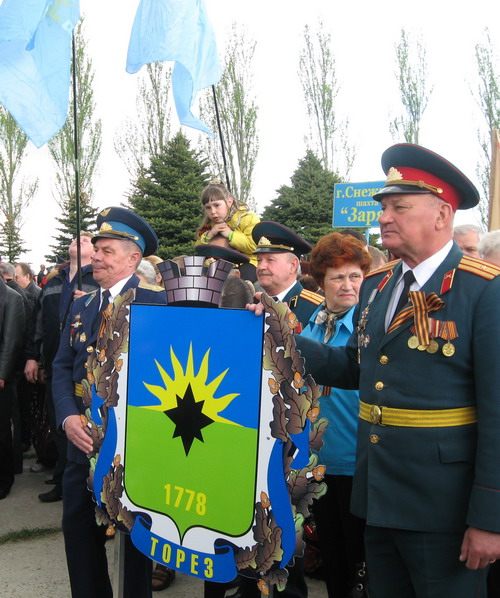
Des militaires ukrainiens portent le blason de Torez.

En URSS, Tchystiakove, une importante cité minière d’Ukraine, a été rebaptisée à partir de 1964 pour porter son nom, mais sans h, avec pour principale entreprise la société d'État « Thorez Anthracite », spécialisée dans l'extraction du charbon, qui contrôlait les mines Progress, Loutouguine et Volhynian et l'usine Thorez. Le 12 mai 1964, le comité central, debout, l'élit au poste honorifique de président mais il décède deux mois après, le 11 juillet. Le nouveau nom est inauguré lors d'une cérémonie fastueuse en plein air, avec visite du musée consacré à Maurice Thorez, gerbe au pied d'un monument sous une banderole « Pour nos succès dans la lutte pour la paix » et « Bienvenue aux chers camarades français », en français et en russe. Dans la délégation du PCF, Roland Leroy, Pierre Juquin, Jean Kanapa. Sa veuve Jeannette Vermeersch, particulièrement honorée par les pionniers ukrainiens, prononce un discours. Également honoré Pierre Thorez, son second fils, qui a passé sa préadolescence en Union soviétique, dénoncera dans un livre de 1982 un lieu de mensonge et conformisme dans le camp de vacances Artek des pionniers en Crimée, près d'Aloupka, Gourzouf et Yalta, servant à « former des hommes nouveaux », puis à montrer au monde ce qu'étaient des « enfants libres et heureux » avec à partir de 1958 des échanges d'enfants venus de France, Autriche, Danemark, Norvège, Suède, Finlande et Yougoslavie, qu'il a fréquenté, dès juillet 1950 plusieurs mois avant l'arrivée de ses parents en URSS. Son livre de 1982 souligne à quel point il fut finalement agacé « par l'art réaliste à la soviétique, omniprésent dans le camp de vacances d'Artek », soulignant qu'en France avec ses parents il fréquentait plutôt Fernand Léger ou Pablo Picasso.
Son buste est installé à la mairie de Torez. Dès 1945, Thorez et son ami Louis Aragon avaient célébré la région minière du Donbass, à la frontière russo-ukrainienne, qui fut à la fin des années 1930 la capitale mondiale du stakhanovisme, du nom du mineur Alekseï Stakhanov, ami personnel du fils de Staline, qui dans les années 1960 dirige la société Thorez Anthracite de Torez (ex-Tchystiakove), où il décédera.
En 1973, cette ville de Torez est jumelée avec la ville minière de Sallaumines, dans le Pas-de-Calais, dont le maire est le PCF Jules Tell. La dernière venue d'une délégation de Sallauminois à Torez avant l'annexion du Donbass remonte à octobre 2013, un mois seulement avant. La ville minière d'Avion, qui a aussi un maire PCF, est également jumelée avec elle[réf. nécessaire].
Tchystiakove fut redécouverte sur la scène nationale française lors des conflits russo-ukrainiens grâce à un reportage dans L'Obs le 23 octobre 2014, de  Pierre Sautreuil, lauréat 2015 du prix Bayeux-Calvados des correspondants de guerre, catégorie « jeune reporter », pour son reportage « Nouvelle Russie » publié dans L'Obs,. Quatre mois plus tôt, en avril 2014, c'était sous le buste de Maurice Thorez, au rez-de-chaussée de la mairie où la leader pro-russe Irina Poltoratskaïa avait installé ses bureaux que la presse était reçue, le maire Viktor Antonov ayant permis aux manifestants prorusses de s’installer dans le bâtiment et d'accrocher à sa façade le drapeau de la « république populaire de Donetsk » au lieu du drapeau ukrainien, scénario qui va se reproduire à Chakhtarsk, Snejnoï, Krasny Loutch, avec en plus des barrages sur les routes.
Les mineurs prorusses de ce fief des séparatistes à l'est de Donesk y « vénèrent » Maurice Thorez, le « patron » de leur ville et ont creusé des mines de charbon clandestines pour financer leur autonomie, via des dizaines de petites exploitations illégales qui criblent les environs appelées « kopanka », au milieu des gigantesques terrils des mines d'État à l'arrêt. 
Autrefois cœur du complexe minier ukrainien, la région a souffert de l'ouverture au marché en 1991, les privatisations et les fermetures des mines soviétiques peu compétitives mettant au chômage des milliers de mineurs, qui pour survivre ont creusé clandestinement la terre, dans des conditions de travail suicidaires, en infraction avec toutes les normes de sécurité, mais pour des salaires plus élevés que ceux des mines légales. L'objectif était d'en revendre le charbon à 50 % moins cher sur les marchés de la ville, avec la protection des oligarques locaux, dont Oleksandr Ianoukovitch, fils de l'ancien président ukrainien Viktor Ianoukovytch à la tête de ce que l'historien Hiroaki Kuromiya décrit comme le « clan du Donbass » aux pratiques clientélistes. Comme le système bancaire a cessé de fonctionner, ils sont «  payés en cash », et rejoint par d'autres mineurs ayant  longtemps travaillé dans les mines d'or de Iakoutie, en Sibérie orientale, du temps de l'Union soviétique. 
Selon Nikolaï Volinko, président du Syndicat indépendant des Mineurs du Donbass, 12 000 membres, la majorité des mines en territoire séparatiste étaient des mines d'État, peu ou pas rentables que le gouvernement ukrainien soutenait à bout de bras pour éviter que leurs 200 000 employés ne se retrouvent à la rue et qui se sont retrouvés dans les années 2010 privés des subventions de Kiev et de débouchés commerciaux. Le Premier ministre de la « république populaire de Donetsk », Alexandre Zakhartchenko, a promis alors d'exporter la production locale vers la Russie, mais celle-ci a suffisamment de charbon sur son propre territoire, et en veut pas payer un prix supérieur aux prix russes. 
La ville a célébré, le 16 juillet 2014, en plein conflit avec l'Ukraine, le cinquantième anniversaire de son changement de nom, officialisé cinq jours après la mort de Maurice Thorez, qui a aussi donné son nom à quantité de rues, d'équipes de mineurs, et de départements d'université dans toute l'URSS. Dans cette ville, les premiers jumeaux nés après le changement de nom furent même baptisés « Moris et Toreza ». Les communistes français y venaient si souvent qu'elle fut surnommée « la petite France », car de 1964 à 1988 elle devint un lieu de pèlerinage pour les délégations du PCF invitées en Union soviétique pour « apporter de nouvelles pièces », au musée Maurice-Thorez de la ville, par exemple de la porcelaine représentant des mineurs français. Le musée compte près de 1 500 pièces, selon son directeur et la famille Thorez lui a offert certains effets personnels. 
Le parlement ukrainien renomma la ville en Tchystiakove en 2016 à la suite d'une campagne de décommunisation, mais le changement de nom ne fut évidemment pas reconnu par les autorités locales, la ville étant sous administration de la république populaire de Donetsk et non plus sous celle du gouvernement central de Kiev[réf. nécessaire].
Le Donbass a longtemps joué un rôle important pour l'art soviétique, comme l'a récapitulé La cacophonie du Donbass, documentaire  sur presque un siècle de propagande russe sur le fief du mineur Alekseï Stakhanov. Dès 1931, le film La Symphonie du Donbass de Dziga Vertov, sorti pour l'anniversaire de la Révolution d'octobre, loue l'émulation socialiste et les « travailleurs de choc » honorant un appel à pallier une pénurie de charbon, et accomplir les objectifs du plan, 4 ans avant le mineur Stakhanov, en idéalisant les bruits réels des aciéries et mines : Dziga Vertov demande à un ingénieur de lui construire « un appareil d'enregistrement sonore petit et maniable, pour les capter.
Avdeïenko, mineur de la région, a triomphé avec son roman J'aime, mais en 1940 après son scénario de La loi de la vie de 1940, qui ridiculise un jeune bureaucrate arriviste, Staline l'accuse d'être « un suppôt de l'ennemi » et il fut exécuté. 
En France, le poème « flamboyant » d'Aragon, « Ne rêvez plus qu’à l’Espagne ! », publié dans le numéro de novembre 1936, de Europe, connu pou sa « puissance rhétorique impressionnante », mentionne que « notre tâche française est de lutter dans notre propre pays pour cette cause qui unit le mineur asturien au mineur du Donbass ».
Boris Gorbatov, enfant du Donbass, y a placé son premier roman, La Cellule, racontant la vie des mineurs. Correspondant à la Pravda, il y publie son œuvre majeure, Les indomptés (La Famille de Taras), prix Staline, puis en 1951 le roman Donbass, exaltant le mouvement stakhanoviste et la recherche permanente de records de production